# Dawn of Ashes

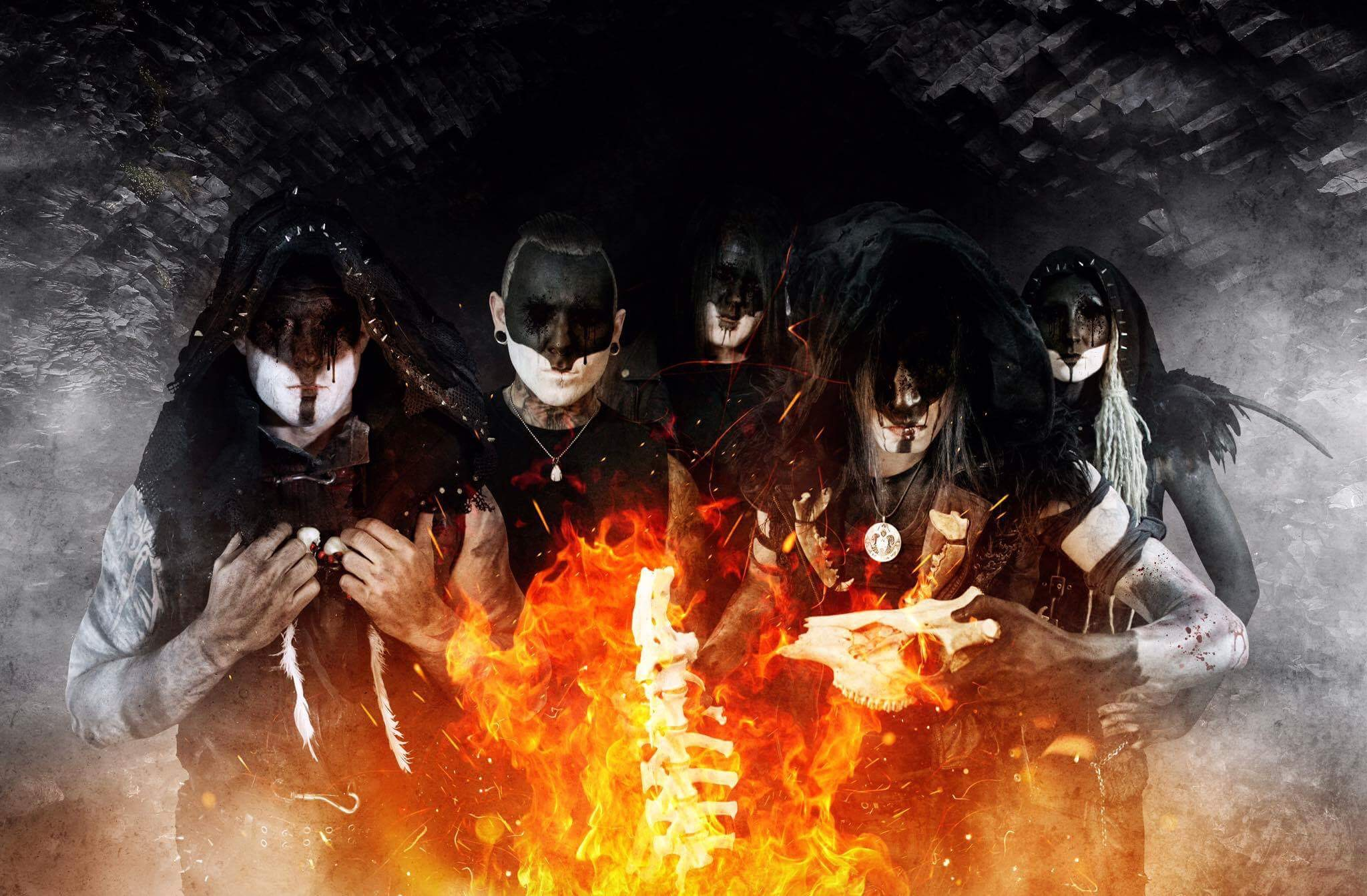
Dawn of Ashes

Dawn of Ashes – amerykański zespół wykonujący melodic black metal. Założony został w 2001 roku w Los Angeles i przez większość muzycznej kariery nagrywał muzykę w stylu EBM. W 2008 roku większość składu została zmieniona, a zespół porzucił swoje elektroniczne korzenie podpisując kontrakt z wytwórnią Metal Blade Records tym samym nagle zmieniając swój styl. Tematyką ich utworów jest agresja oraz zło, w tym nienawiść do ludzkiej rasy, tortury, śmierć, ludobójstwo oraz zagłada. Nazwa w tłumaczeniu oznacza „świt popiołów”.
Pierwsze demo wydane zostało w 2005 pod tytułem Sacred Fever. Kolejne dwa lata przyniosły po jednym albumie, In the Acts of Violence (2006) oraz The Crypt Injection (2007). Na wszystkich wydawnictwach klimat utrzymywany był na jednakowym poziomie. Muzykę cechowało ostre, aczkolwiek melodyjne, elektroniczne brzmienie, zniekształcony, niski wokal oraz wstawki w postaci sampli z filmów typu horror. W 2008 roku zespół ogłosił zmianę stylu publikując na profilu MySpace 4 utwory zapowiadające nadchodzący album. 14 września 2010 roku ukazał się trzeci album zespołu, Genocide Chapters.
Wydany został jeden teledysk, do utworu „Torture Device” – pierwszego singla z albumu The Crypt Injection.

## Dyskografia
- Sacred Fever (2005)
- In the Acts of Violence (2006)
- The Crypt Injection (2007)
- Genocide Chapters (2010)
- Farewell to the Flesh (2012)
- Hollywood Made in Gehenna (2012)
- Anathema (2013)
- Theophany (2016)
- Daemonolatry Gnosis (2017)
- Origin of the Ashes (2019)
- The Antinomian (2020)
- Scars of the Broken (2022)

## Członkowie
Kristof Bathory – wokale, syntezator (od 2001)